# Rama Khandwala
Rama Satyendra Khandwala (nascuda el 1926) és la guia turística més antiga de l'Índia i el membre viu més antic del Regiment Rani de Jhansi format per Subhas Chandra Bose durant el Moviment d'independència de l'Índia.

## Primers anys de vida
Khandwala va néixer el 1926 en una família benestant a Birmània (ara, Myanmar) com la cinquena de set germans. El seu avi era metge i advocat. La seva mare, Lilavati Chhaganlal Mehta, era l'oficial de reclutament del Regiment Rani de Jhansi i formava part de la Lliga de la Independència de l'Índia. A l'edat de 17 anys, Khandwala i la seva germana Neelam es van unir al Regiment com a sipaies després d'escoltar el discurs de Bose a Rangún.
Va assistir a una escola privada on el refrany popular era: "Gran Bretanya sempre governarà les ones".

## Carrera
Com a sipaia, Khandwala es va convertir aviat en segona lloctinent del regiment i va dirigir 30 Ranis durant dos anys a Rangún (ara, Yangon). En parlar de la seva experiència al Conde Nast Traveler, va dir:
| « | Els meus anys a l'INA van ser els més preciosos. L'entrenament va ser dur. Em van ascendir a segona tinent i vaig dirigir 30 ranis. Aquella formació encara em manté en marxa. Ja no faran cap guia turística de combat per la llibertat, oi? | » |

Com a part del regiment, va ser entrenada per ser soldat i infermera. L'entrenament militar va incloure la pràctica amb rifle i baioneta, la metralladora i les pistoles STEN, així com maniobres de defensa i atac. La formació mèdica incloïa treballar en sales generals i sales d'operacions.
El 1944 va treballar com a infermera en un hospital situat a Maymyo (ara Pyinulwin) i gairebé va morir en un atac aeri. Després de la Segona Guerra Mundial, ella i la seva família van romandre sota arrest domiciliari durant sis mesos i posteriorment es van traslladar a Bombai el 1946. El primer any va fer de secretària en una empresa comercial, d'infermera i de traductora del japonès (havia après japonès durant la seva ocupació a Birmània entre 1942 i 1945), però no tenia gaires ganes de fer una feina d'escriptori. Més tard, va veure un anunci de formació per a convertir-se en guies turístics i va decidir explorar aquesta opció.
Ha treballat com a traductora de documentals creats per canals de televisió japonesos i a diverses empreses. Durant la seva etapa com a intèrpret d'un documental japonès, va conèixer el Dalai Lama i va acompanyar el rei de Bhutan en una excursió a les coves budistes d'Elephanta com a guia.
Avui dia (2020) continua exercint com a guia turística i compta amb una gran popularitat entre els turistes japonesos a l'Índia. Coneguda amb l'afectuós sobrenom de Rama Ben, ha estat guia turística durant més de 50 anys. El 2019 va oferir una conferència TED.

## Vida personal
Es va casar a Bombai el 1949 i té una filla. El seu marit va morir el 1982.

## Reconeixement
El 2017, el president Ram Nath Kovind va felicitar Khandwala amb el premi a la millor guia turística als Premis Nacionals de Turisme. El 72è Dia de la Independència de l'Índia, Khandwala va inaugurar i va ser la principal convidada del Festival de Cinema de l'Índia organitzat per la Divisió de Films, Ministeri d'Informació i Emissió.